# Оскар Ліннер
Оскар Ліннер (швед. Oscar Linnér, нар. 23 лютого 1997, Стокгольм, Швеція) — шведський футболіст, воротар данського клубу «Ольборг».

## Клубна кар'єра
Оскар Ліннер народився у Стокгольмі. І займатися футболом починав у місцевому клубі «Броммапойкарна». Згодом воротар перейшов до школи іншого столичного клубу — АІКа. Свою перешу гру за АІК Ліннер зіграв у липні 2015 року у кваліфікації Ліги Європи. А через три дні він дебютував і у турнірі Аллсвенскан.
У 2020 році Ліннер підписав трирічний контракт з німецьким клубом «Армінія», з якою ж у першому сезоні виграв Другу німецьку Бундеслігу.

## Збірна
У січні 2019 року Оскар Ліннер у матчі проти команди Ісландії вперше з'явився в основі національної збірної Швеції.

## Особисте життя
Молодший брат Оскара Альбін Ліннер також професійний футболіст. Він є нападником шведського клубу «АФК Ескільстуна».